# Primeira Divisão de 1941–42
A Primeira Divisão de 1941–42 foi a 8ª edição da liga de futebol de maior escalão de Portugal. Realizou-se entre 18 de janeiro e 14 de junho de 1942. O Benfica foi o campeão, sendo o 4º título do clube nesta competição.
Esta edição foi a primeira a contar com a presença de equipas da AF Algarve e da AF Braga.

## Acontecimentos prévios
No início da época 1941-42, foi decidido que o campeonato seria alargado de 8 para 10 equipas para admitir os campeões da AF Braga e AF Algarve (até esta época apenas representantes dos campeonatos regionais das AFs do Porto, Coimbra, Lisboa e Setúbal eram admitidos). O FC Porto acabou o Campeonato Regional em terceiro lugar, o que não dava acesso à Primeira Divisão. Contudo, um segundo alargamento (de 10 para 12 equipas) na mesma época foi decidido, o que permitiu ao clube participar na Primeira Divisão, assim como ao 5º classificado do Campeonato Regional de Lisboa.

## Formato
Esta edição da Primeira Divisão foi disputada num sistema de todos contra todos a duas voltas, participando nela 12 equipas.
Qualificaram-se para esta edição os melhores classificados dos 6 Campeonatos Regionais mais competitivos: 5 equipas da AF Lisboa, 3 da AF Porto, 1 da AF Algarve, 1 da AF Braga, 1 da AF Coimbra e 1 da AF Setúbal. A edição seguinte da competição seguiu o mesmo método para a qualificação, não havendo por isso despromoções.
Os jogos foram disputados apenas na segunda metade da época, após os Campeonatos Regionais terminarem.

## Participantes

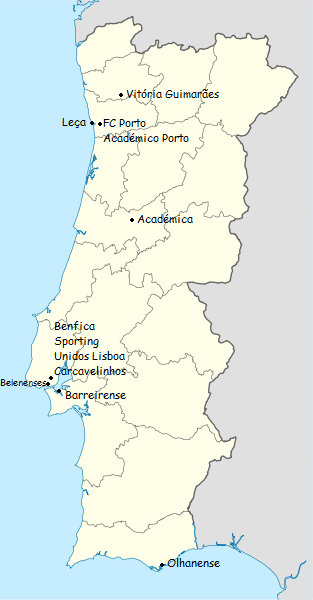
Os 12 clubes participantes

| Equipa               | Cidade     | Associação | 40/41 | Prtc |
| -------------------- | ---------- | ---------- | ----- | ---- |
| Académica de Coimbra | Coimbra    | AF Coimbra | 5º    | 8    |
| Académico do Porto   | Porto      | AF Porto   | —     | 5    |
| Barreirense          | Barreiro   | AF Setúbal | 6º    | 5    |
| Belenenses           | Lisboa     | AF Lisboa  | 3º    | 8    |
| Benfica              | Lisboa     | AF Lisboa  | 4º    | 8    |
| Carcavelinhos        | Lisboa     | AF Lisboa  | —     | 5    |
| Leça                 | Matosinhos | AF Porto   | —     | 1    |
| Olhanense            | Olhão      | AF Algarve | —     | 1    |
| Porto                | Porto      | AF Porto   | 2º    | 8    |
| Sporting             | Lisboa     | AF Lisboa  | 1º    | 8    |
| Unidos de Lisboa     | Lisboa     | AF Lisboa  | 7º    | 2    |
| Vitória de Guimarães | Guimarães  | AF Braga   | —     | 1    |

## Tabela classificativa
| Pos | Equipa               | Pts | J  | V  | E | D  | GM | GS | DG  |
| --- | -------------------- | --- | -- | -- | - | -- | -- | -- | --- |
| 1   | Benfica (C)          | 38  | 22 | 19 | 0 | 3  | 74 | 34 | +40 |
| 2   | Sporting             | 34  | 22 | 17 | 0 | 5  | 93 | 31 | +62 |
| 3   | Belenenses (X)       | 30  | 22 | 12 | 6 | 4  | 66 | 32 | +34 |
| 4   | Porto                | 28  | 22 | 13 | 2 | 7  | 77 | 48 | +29 |
| 5   | Académica de Coimbra | 26  | 22 | 13 | 0 | 9  | 77 | 51 | +26 |
| 6   | Barreirense          | 25  | 22 | 11 | 3 | 8  | 58 | 55 | +3  |
| 7   | Unidos de Lisboa     | 18  | 22 | 7  | 4 | 11 | 53 | 49 | +4  |
| 8   | Carcavelinhos        | 14  | 22 | 5  | 4 | 13 | 35 | 73 | −38 |
| 9   | Olhanense            | 14  | 22 | 6  | 2 | 14 | 42 | 83 | −41 |
| 10  | Académico do Porto   | 13  | 22 | 6  | 1 | 15 | 48 | 81 | −33 |
| 11  | Vitória de Guimarães | 13  | 22 | 6  | 1 | 15 | 43 | 76 | −33 |
| 12  | Leça                 | 11  | 22 | 5  | 1 | 16 | 29 | 82 | −53 |

## Resultados
| Mandante \ Visitante | BEN | SPO | BEL | POR | ACC | BAR  | UNL | CAR  | OLH | ACP  | VTG  | LEC  |
| -------------------- | --- | --- | --- | --- | --- | ---- | --- | ---- | --- | ---- | ---- | ---- |
| Benfica              | —   | 4–3 | 2–1 | 5–1 | 4–1 | 3–2  | 2–0 | 4–0  | 8–1 | 4–1  | 4–2  | 5–0  |
| Sporting             | 1–4 | —   | 1–4 | 5–0 | 3–1 | 7–1  | 4–2 | 4–1  | 4–1 | 11–2 | 9–1  | 14–0 |
| Belenenses           | 4–0 | 3–1 | —   | 7–3 | 4–0 | 0–1  | 1–1 | 5–2  | 6–2 | 4–2  | 0–1  | 9–0  |
| Porto                | 4–1 | 3–0 | 2–3 | —   | 3–2 | 6–2  | 1–1 | 12–1 | 9–1 | 3–1  | 3–2  | 6–1  |
| Académica de Coimbra | 3–1 | 1–2 | 5–2 | 1–0 | —   | 10–1 | 4–1 | 9–1  | 7–1 | 6–3  | 4–3  | 6–2  |
| Barreirense          | 0–1 | 0–4 | 1–1 | 3–1 | 6–2 | —    | 3–1 | 2–0  | 3–1 | 8–1  | 11–1 | 2–0  |
| Unidos de Lisboa     | 2–4 | 1–3 | 2–2 | 4–2 | 2–3 | 2–3  | —   | 2–3  | 3–3 | 10–1 | 5–1  | 2–1  |
| Carcavelinhos        | 1–4 | 0–3 | 2–2 | 3–3 | 1–3 | 2–2  | 0–4 | —    | 2–3 | 6–0  | 2–1  | 3–1  |
| Olhanense            | 2–3 | 1–6 | 1–1 | 0–2 | 3–2 | 0–2  | 1–2 | 5–1  | —   | 5–2  | 6–2  | 5–2  |
| Académico do Porto   | 2–4 | 0–3 | 0–2 | 2–4 | 3–2 | 6–0  | 3–2 | 1–1  | 9–0 | —    | 2–0  | 4–0  |
| Vitória de Guimarães | 1–2 | 1–2 | 2–4 | 1–4 | 4–3 | 4–4  | 0–3 | 3–0  | 4–0 | 4–3  | —    | 4–2  |
| Leça                 | 2–5 | 0–3 | 1–1 | 2–5 | 1–2 | 2–1  | 4–1 | 0–3  | 3–0 | 2–0  | 3–1  | —    |

## Melhores Marcadores
| Pos | Jogador      | Clube | G  |
| --- | ------------ | ----- | -- |
| 1   | Correia Dias | Porto | 36 |

## Campeão
| Campeonato Nacional da Primeira Divisão de 1941–42 |
| -------------------------------------------------- |
| Benfica 4º Título                                  |